# مايكل غونزالز مارتنيز
مايكل مارتنيز (بالإسبانية: Mikel González) لاعب كرة قدم إسباني من مواليد 24 سبتمبر 1985، يلعب حاليا مع ريال سوسييداد لكرة القدم.

## روابط خارجية
- مايكل غونزالز مارتنيز على موقع الاتحاد الأوربي (الإنجليزية)
- مايكل غونزالز مارتنيز على موقع قاعدة بيانات كرة القدم.إي يو (الإنجليزية)
- مايكل غونزالز مارتنيز على موقع Soccerway.com (الإنجليزية)
- مايكل غونزالز مارتنيز على موقع AS.com (الإسبانية)